# Tangara d'Edwards
Bangsia edwardsi
Espèce
Synonymes
- Buthraupis edwardsi

Statut de conservation UICN

 LC  : Préoccupation mineure
Le Tangara d'Edwards (Bangsia edwardsi) est une espèce d’oiseaux de la famille des Thraupidae.

## Répartition
Cette espèce vit en Colombie et en Équateur.